# 1803
1803 (MDCCCIII) byl rok, který dle gregoriánského kalendáře započal sobotou.

## Události
- 25. února – Na sněmu Svaté říše římské v Řezně bylo přijato finální usnesení mimořádné říšské deputace o likvidaci duchovních knížectví, sekularizaci klášterů a mediatizaci svobodných říšských měst.
- 1. března – Ohio se stalo 17. státem USA.
- 30. dubna – USA koupily od Francie území Louisiana a zdvojnásobily svou tehdejší rozlohu.
- 17. června – Parní vůz Richarda Trevithicka během zkušební jízdy v Londýně přepravil osm cestujících.
- červen – Anglický mořeplavec Matthew Flinders obeplul celou Austrálii a označil ji za kontinent.
- 7. srpna – Z ruského Kronštadtu vyplula fregata Naděžda pod vedením Ivana Fjodoroviče Kruzenšterna na první ruskou plavbu kolem světa.
- 9. srpna – V Paříži na řece Seině předvedl americký inženýr Robert Fulton parník Clermont.
- 18. listopadu – V bitvě u Vertières v rámci haitské revoluce zvítězili haitští povstalci pod vedením Jeana-Jacquese Dessalinese nad francouzským vojskem.

### Probíhající události
- 1791–1804 – Haitská revoluce
- 1803–1815 – Napoleonské války

## Vědy a umění
- Anglický chemik William Hyde Wollaston izoloval chemické prvky palladium a rhodium.
- Nezávisle na sobě objevili švédský chemik Jöns Jacob Berzelius s Wilhelmem von Hisingerem a německý chemik Martin Heinrich Klaproth chemický prvek cer.

## Narození

### Česko
- 2. února – Josef Množislav Bačkora, pedagog († 5. prosince 1876)
- 8. března – Josef Ackermann, děkan litoměřické kapituly († 3. prosince 1875)
- 18. března – Ludvík Dietrich, hudební skladatel a kytarista († 11. června 1858)
- 11. dubna – Christian d’Elvert, politik a historik († 23. ledna 1896)
- 19. června – Jan Schwetz, děkan olomoucké teologické fakulty († 20. března 1890)
- 4. července – Jakob Kolletschka, patolog a soudní lékař († 13. března 1847)
- 23. srpna – Jan Erazim Vocel, básník a archeolog († 16. září 1871)
- 15. září – Hugo Karel Eduard Salm-Reifferscheidt-Raitz, politik, velkostatkář a průmyslník († 18. dubna 1888)
- 30. září – František Matěj Hilmar, hudební skladatel († 1. října 1881)
- 1. října – Jan Svoboda, pedagog († 27. září 1844)
- 4. listopadu – Jan Jindřich Marek, kněz a spisovatel, († 3. listopadu 1853)
- 18. listopadu – Leopold Schwarzenberg, generál († 17. listopadu 1873)
- 14. prosince – Martin Alexander Přibyl, kněz, národní buditel, archeolog a básník († 7. února 1871)

### Svět

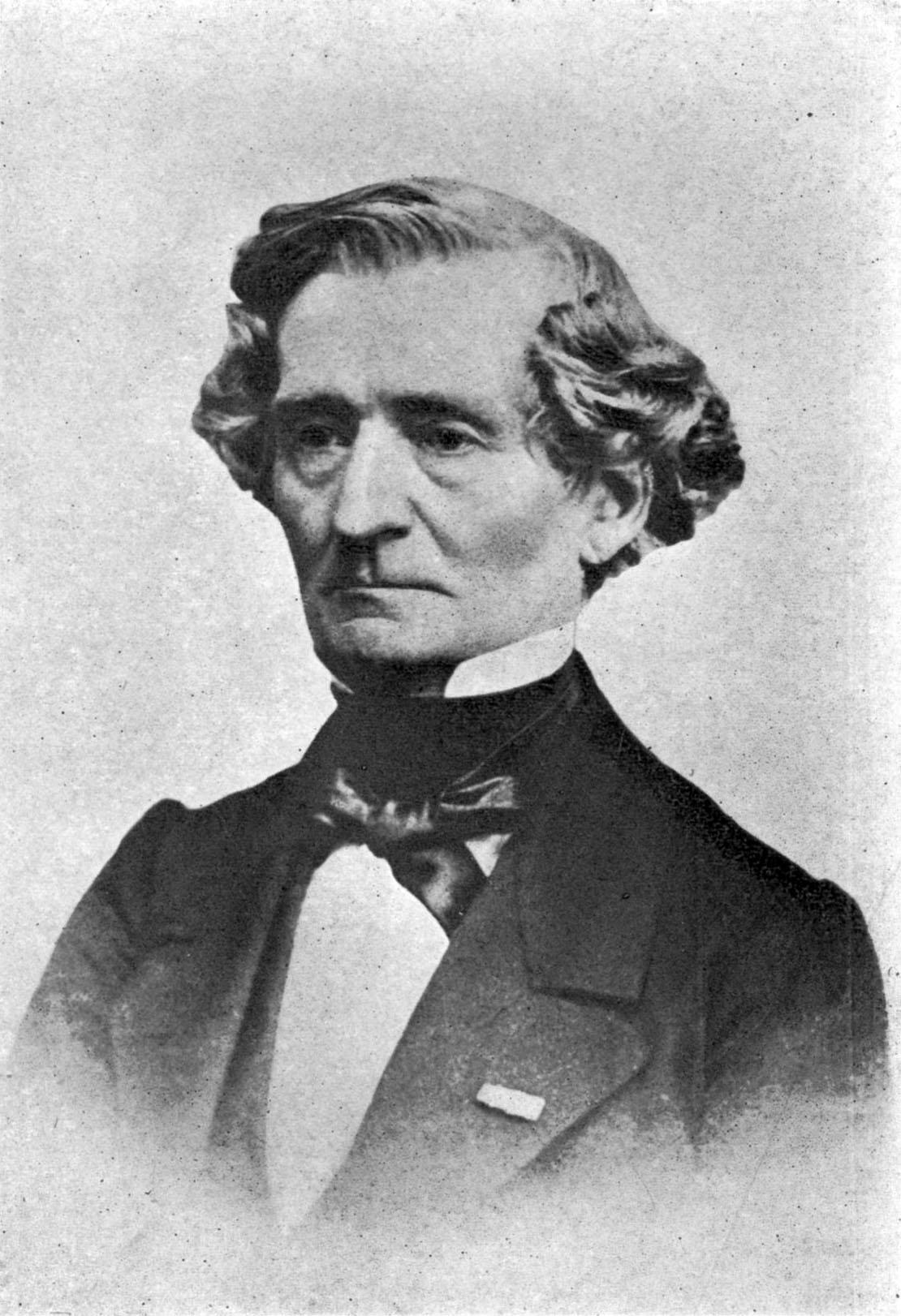
Hector Berlioz (* 11. prosince)

- 6. ledna – Henri Herz, francouzský klavírista, hudební skladatel († 5. ledna 1888)
- 11. ledna – Giovanni Antonio Farina, katolický duchovní, biskup, blahoslavený († 4. března 1888)
- 15. ledna – Heinrich Daniel Ruhmkorff, německý mechanik, vynálezce indukční cívky († 20. prosince 1877)
- 17. ledna – Bruno Abegg, pruský politik († 16. prosince 1848)
- 29. ledna – Anselm Salomon von Rothschild, rakouský bankéř, zakladatel banky Creditanstalt († 27. července 1874)
- 15. února – Ludwig Persius, pruský architekt († 12. července 1845)
- 16. února – Louis-Antoine Garnier-Pagès, francouzský politik († 31. října 1878)
- 28. února – John Sutter, zlatokop († 18. června 1880)
- 14. dubna – Friedrich von Amerling, rakousko-maďarský malíř († 14. ledna 1887)
- 24. dubna – Alexander Duchnovič, rusínský národní buditel († 30. března 1865)
- 29. dubna – James Brooke, britský dobrodruh, rádža ze Sarawaku († 11. června 1868)
- 18. března – Jozef Emanuel, slovenský básník († 8. května 1890)
- 31. března – Marie Luisa Meklenbursko-Zvěřínská, sasko-altenburská vévodkyně († 26. října 1862)
- 12. května – Justus von Liebig, německý chemik († 18. dubna 1873)
- 24. května – Alexander von Nordmann, finský zoolog a botanik († 25. června 1866)
- 25. května
  - Edward Bulwer-Lytton, anglický spisovatel a politik († 18. ledna 1873)
  - Ralph Waldo Emerson, americký esejista, básník a filosof († 27. dubna 1882)
- 10. června – Henry Darcy, francouzský technik a vynálezce(† 3. ledna 1858)
- 8. července – Karl Gützlaff, německý sinolog († 9. srpna 1851)
- 12. července – Petr Chanel, katolický světec († 28. dubna 1841)
- 16. července – Sarah Yorke Jacksonová, snacha 7. prezidenta USA Andrewa Jacksona, první dáma USA († 23. srpna 1887)
- 24. července – Adolphe Adam, francouzský hudební skladatel († 3. května 1856)
- 31. července – John Ericsson, švédský inženýr a vynálezce († 8. března 1889)
- 12. srpna – Joseph Schlegel, rakouský metalurgický odborník a politik († 14. března 1873)
- 13. srpna – Vladimir Fjodorovič Odojevskij, ruský spisovatel a vědec († 11. března 1869)
- 4. září – Sarah Childress Polková, manželka 11. prezidenta USA Jamese Polka († 14. srpna 1891)
- 18. září – Jacques-Désiré Laval, francouzský kněz, blahoslavený katolické církve († 9. září 1864)
- 19. září – Marie Anna Savojská, rakouská císařovna († 4. května 1884)
- 28. září
  - Adrian Ludwig Richter, německý malíř († 19. června 1884)
  - Prosper Mérimée, francouzský spisovatel († 23. září 1870)
- 16. října
  - Robert Stephenson, britský konstruktér lokomotiv a stavitel železnic († 12. října 1859)
  - Karl Schorn, německý malíř († 7. října 1850)
- 17. října – Ferenc Deák, uherský politik († 28. ledna 1876)
- 11. listopadu – Adolf von Bonin, pruský generál pěchoty († 16. dubna 1872)
- 29. listopadu
  - Christian Doppler, rakouský fyzik († 17. března 1853)
  - Gottfried Semper, německý architekt († 15. května 1879)
- 5. prosince – Fjodor Ivanovič Ťutčev, ruský básník († 27. července 1873)
- 6. prosince – Marie Josefa Saská, španělská královna, třetí manželka Ferdinanda VII. († 17. května 1829)
- 11. prosince – Hector Berlioz, francouzský skladatel († 8. března 1869)
- 21. prosince – Joseph Whitworth, anglický konstruktér a vynálezce († 22. ledna 1887)
- 26. prosince – Friedrich Reinhold Kreutzwald, estonský spisovatel († 25. srpna 1882)

## Úmrtí

### Česko
- 16. února – Jan Václav Stich, virtuos na lesní roh, houslista a skladatel (* 28. září 1746)
- 1. dubna – Viktorín Ignác Brixi, hudební skladatel a varhaník (* 26. června 1716)
- 15. dubna – Jeroným Brixi, varhaník a hudební skladatel (* 20. září 1738)
- 10. června – Karel Hanke, německý hudební skladatel narozený v Čechách (* 5. prosince 1749)
- 19. července – Jan Matěj Butz z Rollsbergu, olomoucký kanovník (* 17. ledna 1712)

### Svět

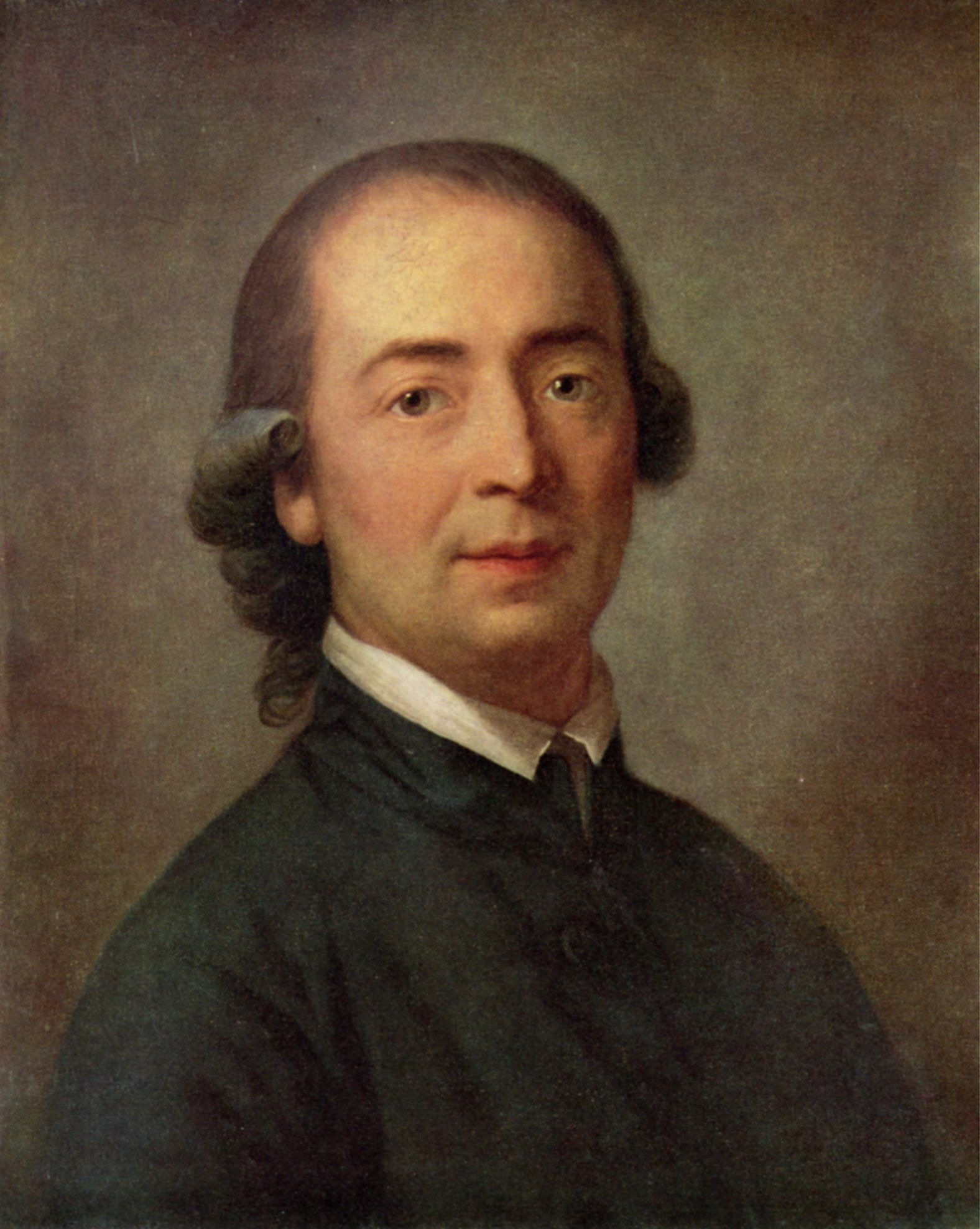
Johann Gottfried Herder († 18. prosince)

- 18. února – Johann Wilhelm Ludwig Gleim, německý básník (* 2. dubna 1719)
- 11. března – Şah Sultan, osmanská princezna a dcera sultána Mustafy III. (* 20. dubna 1761)
- 14. března – Friedrich Gottlieb Klopstock, německý básník (* 2. července 1724)
- 29. března – Gottfried van Swieten, rakouský diplomat a milovník hudby (* 29. října 1733)
- 7. dubna – Toussaint Louverture, haitský černošský vojevůdce a revolucionář (* 20. května 1743)
- 14. dubna – Cristoforo Antonio Migazzi, rakouský arcibiskup a kardinál (* 14. října 1714)
- 27. května – Ludvík Parmský, etrurský král (* 5. července 1773)
- 8. července – Frederick Hervey, 4. hrabě z Bristolu, britský církevní hodnostář a šlechtic (* 1. srpna 1730)
- 3. září – Pomaré I., tahitský král († 1743)
- 4. září – Carlo Mondini, italský biolog a lékař (* 5. listopadu 1729)
- 5. září – Choderlos de Laclos, francouzský spisovatel (* 18. října 1741)
- 11. září – Franz von Lauer, rakouský polní zbrojmistr (* 11. května 1735/1736)
- 13. září – John Barry, komodor Námořnictva spojených států amerických (* 25. března 1745)
- 17. září – Franz Xaver Süssmayr, rakouský skladatel (* 1766)
- 2. října – Samuel Adams, americký státník (* 27. září 1722)
- 7. října
  - Pierre Vachon, francouzský houslista a hudební skladatel (* 3. června 1738)
  - Michal Institoris Mošovský ml., slovenský evangelický farář (* 9. září 1732)
- 8. října - Vittorio Alfieri, italský satirický básník a dramatik (* 17. ledna 1749)
- 21. října – Frederick Cavendish, britský polní maršál a člen šlechtické rodiny Cavendishů (* 1729)
- 18. prosince – Johann Gottfried Herder, německý spisovatel a filosof (* 25. srpna 1744)
- 19. prosince – Adilşah Kadınefendi, čtvrtá manželka osmanského sultána Mustafy III. (* ?)
- ? – Frédéric-Louis Allamand, švýcarský lékař a botanik (* 5. února 1736)

## Hlavy států
- Francie – Napoleon Bonaparte (1799–1814)
- Habsburská monarchie – František I. (1792–1835)
- Osmanská říše – Selim III. (1789–1807)
- Prusko – Fridrich Vilém III. (1797–1840)
- Rusko – Alexandr I. (1801–1825)
- Spojené království – Jiří III. (1760–1820)
- Španělsko – Karel IV. (1788–1808)
- Švédsko – Gustav IV. Adolf (1792–1809)
- USA – Thomas Jefferson (1801–1809)
- Papež – Pius VII. (1800–1823)
- Japonsko – Kókaku (1780–1817)